# Boikove, Romnî
Boikove (în ucraineană Бойкове) este un sat în comuna Perehrestivka din raionul Romnî, regiunea Sumî, Ucraina.

## Demografie
Componența lingvistică a localității Boikove
     Ucraineană (100%)
Conform recensământului din 2001, toată populația localității Boikove era vorbitoare de ucraineană (100%).